# Marcelo Mazzitelli
Marcelo Fabián Mazzitelli (ur. 25 czerwca 1960 w Buenos Aires) – argentyński duchowny katolicki, biskup pomocniczy Mendozy od 2017.

## Życiorys
Święcenia kapłańskie przyjął 11 marca 1986 i został inkardynowany do diecezji San Isidro. Był m.in. prefektem i rektorem diecezjalnego seminarium, przewodniczącym organizacji zrzeszającej argentyńskie seminaria oraz pracownikiem watykańskiej Kongregacji ds. Biskupów.
10 listopada 2017 papież Franciszek mianował go biskupem pomocniczym archidiecezji Mendoza oraz biskupem tytularnym Pauzera. Sakrę przyjął z rąk biskupa pomocniczego i tymczasowego administratora tejże archidiecezji, Dante Braidy.